# Подобуче
42°56′ пн. ш. 17°17′ сх. д. / 42.94° пн. ш. 17.28° сх. д.
Подобуче (хорв. Podobuče) — населений пункт у Хорватії, у Дубровницько-Неретванській жупанії у складі громади Оребич.

## Населення
Населення за даними перепису 2011 року становило 34 осіб.
Динаміка чисельності населення поселення: